# SOR ICN 12
SOR ICN 12 je model částečně nízkopodlažního autobusu vyráběného společností SOR Libchavy od roku 2021. Kromě dieselové verze je v nabídce rovněž verze s pohonem na stlačený zemní plyn (CNG), která je označena jako SOR ICNG 12. Řada ICN je vyráběna také v dalších délkových verzích, a to ICN 9,5, ICN 10,5 a ICN 12,3.

## Konstrukce
Model ICN 12 je dvounápravový, přičemž v prostoru od zadní nápravy dopředu je autobus nízkopodlažní. Zadní náprava je hnací, motor a převodovka se nachází pod podlahou v zadní části vozu. Dvoudveřová karoserie vozu je svařena z ocelových profilů, zvenku je oplechovaná, zevnitř obložená plastovými deskami. Podlaha v nízkopodlažní části se nachází ve výšce 360 mm nad vozovkou. Kabina řidiče je uzavřená. Přední náprava je značky ZF, zadní náprava je značky DANA.
Design řady ICN vytvořil Patrik Kotas.

## Výroba a provoz
Modelová řada ICN nahradila v produkci SORu řadu CN. První prototyp dieselové i plynové verze byl představen na veletrhu CZECHBUS 2021 v Praze. Prototyp dieselové verze byl následně pronajat dopravci Transdev Morava za účelem dlouhodobého testování. Dopravce prototyp zařadil pod evidenčním číslem 64-1101 do své provozovny v Ostravě, odkud je vypravován na linky v Moravskoslezském kraji. Před zařazením do provozu byl prototypu upraven informační systém a vnější polep dle standardů integrovaného dopravního systému Moravskoslezského kraje. K prvnímu vypravení na linku došlo 5. ledna 2022, šlo tak o první vypravení nové modelové řady SORu na linku s cestujícími.

### Dodávky
| Současný stát | Město/dopravce               | Roky dodávek | Počet vozů | Evidenční čísla při dodání | Poznámky                                        | Zdroj  |
| ------------- | ---------------------------- | ------------ | ---------- | -------------------------- | ----------------------------------------------- | ------ |
| Česko         | ADOSA                        | 2022         | 2          | ―                          |                                                 | [ 6 ]  |
| Česko         | BDS-BUS                      | 2022         | 2          | ―                          |                                                 | [ 7 ]  |
| Česko         | SOR Libchavy                 | 2021         | 3          | ―                          | prototypy a předváděcí vozy, 2 ve verzi ICNG 12 | [ 8 ]  |
| Česko         | OverLine Fleet               | 2024         | 2          | ―                          | pronajato společnosti BusLine KHK               | [ 9 ]  |
| Německo       | Klötzer Verkehrsgesellschaft | 2022         | 3          | ―                          |                                                 | [ 10 ] |
| Německo       | Vetter                       | 2022         | 16         | ―                          |                                                 | [ 11 ] |